# Machniwka (obwód czernihowski)
Machniwka (ukr. Махнівка; w latach 1927–2016 Petriwka, ukr. Петрівка) – wieś na Ukrainie, w obwodzie czernihowskim, w rejonie borzniańskim, siedziba władz miejscowej rady wiejskiej.

## Geografia
Wieś leży 27 km na południe od Borzny, na prawym brzegu rzeki Oster.

## Historia
Miejscowość wzmiankowana w XVII w. Według miejscowych podań nazwana od założycieli, kozaka rejestrowego Machtieja oraz jego synów, którzy tu się osiedlili. Po likwidacji Hetmańszczyzny w 1781 Machniwka znalazła się w namiestnictwie czernihowskim, od 1796 – w guberni małorosyjskiej, a od 1802 – guberni czernihowskiej.
W czasach radzieckich nazwę wsi zmieniono na cześć niejakiego Petra Dzibała, który przyczynił się do ustanowienia władzy sowieckiej na Czernihowszczyżnie. Nazwa Petriwka obowiązywała do 2016 r., kiedy Rada Najwyższa Ukrainy przywróciła historyczną nazwę miejscowości.